# Asterisk (liturgie)

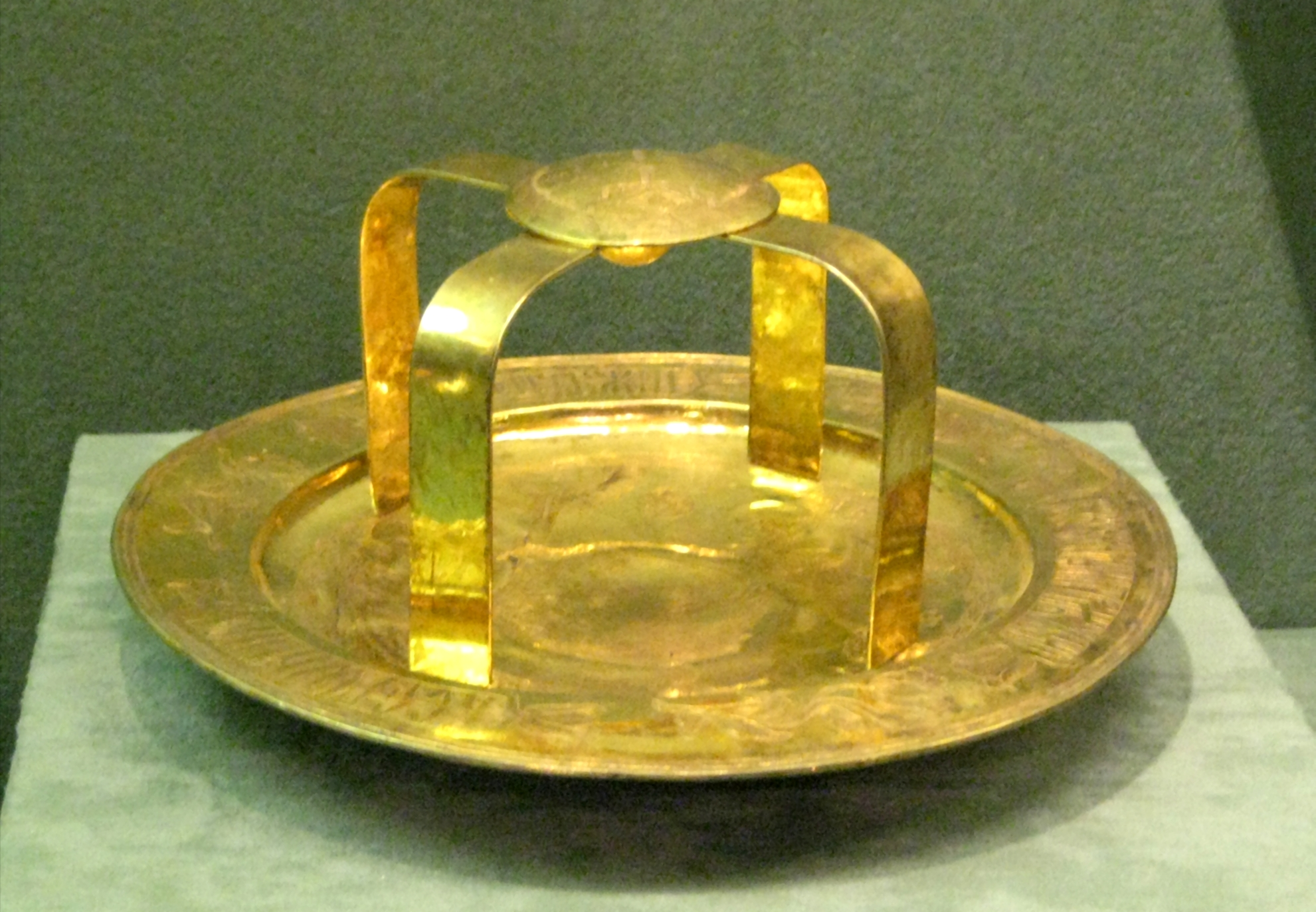
Asterisk op een discos of pateen

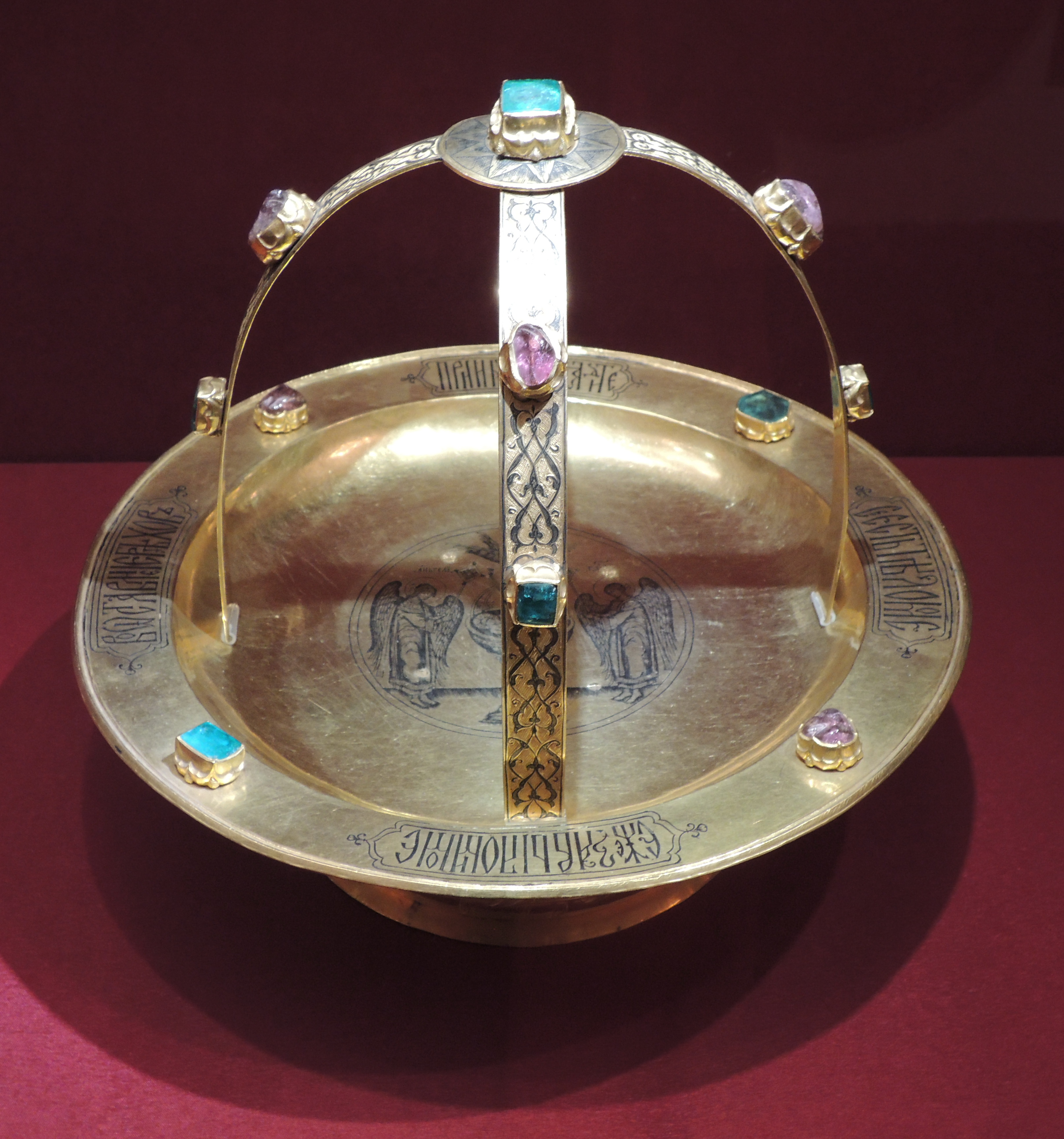
Russische discos met asterisk bezet met edelstenen. 16e eeuw, Kremlin

De asterisk is een kerkelijk gerei dat gebruikt wordt in de orthodoxe liturgie. In de rooms-katholieke liturgie had de asterisk enkel een plaats bij de pauskroning.

## Naam
De asterisk heet in het Latijn asteriskus, in het Grieks ἀστερίσκος of asteriskos, en betekent kleine ster. De ster staat symbool voor de ster van Bethlehem die naar Jezus wijst.

## Orthodoxe liturgie
De asterisk bestaat uit twee gebogen edelmetalen stroken die kruisvormig over elkaar liggen, zodat zij een stervormig aspect hebben. Vandaar de naam. In sommige doch niet alle orthodoxe Kerken is het snijpunt versierd met een gouden sterretje. In de Russisch-orthodoxe liturgie is de asterisk eerder hoog en bezet met edelstenen.
De asterisk staat bovenop de discos, waar het eucharistisch offer op ligt. De tegenhanger van de discos in de Roomse liturgie is de pateen, die over de eeuwen een platte plaat is geworden. Wanneer de orthodoxe priester niet-geconsacreerd brood naar het altaar draagt, ligt het brood in de discos. De asterisk staat recht in de discos. De functie van de asterisk is te vermijden dat de overhangende sluier het brood aanraakt. Op het altaar verwijdert de priester de sluier en nadien de asterisk. Vaak spreekt de priester dan de volgende woorden uit: ‘De ster kwam en bleef stil staan waar het pasgeboren Kind was’.

## Pauskroning
De asterisk had een kleine rol tijdens de hoogmis van een pauskroning; pauskroningen vonden plaats tot de liturgische hervorming met het Tweede Vaticaans Concilie. De nieuwe paus nuttigde de Communie niet aan het altaar maar deed dat gezeten op zijn troon. Hiertoe brachten diakens de hostie naar de troon. De asterisk stond op de pateen om te vermijden dat de hostie wegwaaide. De Roomse asterisk bestond uit twaalf armen, waarbij de naam van elk van de twaalf apostelen op een arm gegraveerd stond. Op de top stond een zilveren kruis.
Na het Concilie bleef de nieuw verkozen paus aan het altaar staan tijdens de inauguratiemis. De asterisk had geen rol meer.
Traditionalisten zagen tijdens de inauguratiemis van paus Leo XIV (2025) de asterisk terugkeren. Het ging echter om niet meer dan een klemmetje op de pateen. Het klemmetje verhindert het wegwaaien van de hostie op het Sint-Pietersplein.